# Comuna Asuaju de Sus, Maramureș
Asuaju de Sus (în maghiară: Felsőszivágy) este o comună în județul Maramureș, Transilvania, România, formată din satele Asuaju de Jos și Asuaju de Sus (reședința).

## Demografie
Componența etnică a comunei Asuaju de Sus
     Români (93,91%)
     Alte etnii (0,81%)
     Necunoscută (5,28%)
Componența confesională a comunei Asuaju de Sus
     Ortodocși (87,02%)
     Penticostali (6%)
     Alte religii (1,07%)
     Necunoscută (5,91%)
Conform recensământului efectuat în 2021, populația comunei Asuaju de Sus se ridică la 1.117 locuitori, în scădere față de recensământul anterior din 2011, când fuseseră înregistrați 1.441 de locuitori. Majoritatea locuitorilor sunt români (93,91%), iar pentru 5,28% nu se cunoaște apartenența etnică. Din punct de vedere confesional, majoritatea locuitorilor sunt ortodocși (87,02%), cu o minoritate de penticostali (6%), iar pentru 5,91% nu se cunoaște apartenența confesională.

## Politică și administrație
Comuna Asuaju de Sus este administrată de un primar și un consiliu local compus din 9 consilieri. Primarul, Vasile Dulf[*], de la Partidul Național Liberal, este în funcție din 1 noiembrie 2024. Începând cu alegerile locale din 2024, consiliul local are următoarea componență pe partide politice:
|  | Partid                                     | Consilieri | Componența Consiliului | Componența Consiliului | Componența Consiliului |
|  | ------------------------------------------ | ---------- | ---------------------- | ---------------------- | ---------------------- |
|  | Partidul Național Liberal                  | 3          |                        |                        |                        |
|  | Partidul Social Democrat                   | 3          |                        |                        |                        |
|  | Uniunea Salvați România                    | 2          |                        |                        |                        |
|  | Partidul Național Țărănesc Maniu-Mihalache | 1          |                        |                        |                        |